# Emesis emesia
Emesis emesia är en fjärilsart som beskrevs av William Chapman Hewitson 1867. Emesis emesia ingår i släktet Emesis och familjen Riodinidae. Inga underarter finns listade i Catalogue of Life.

## Bildgalleri

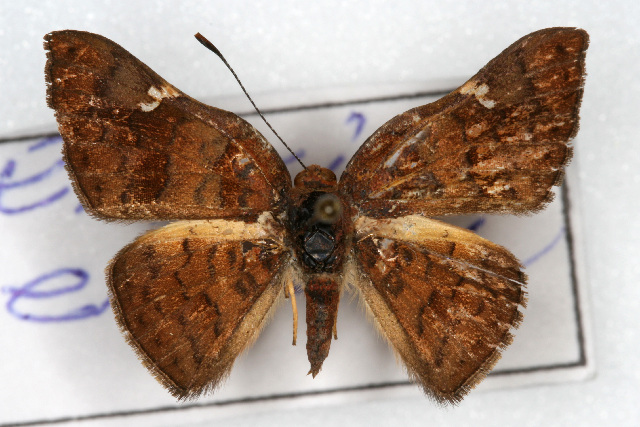
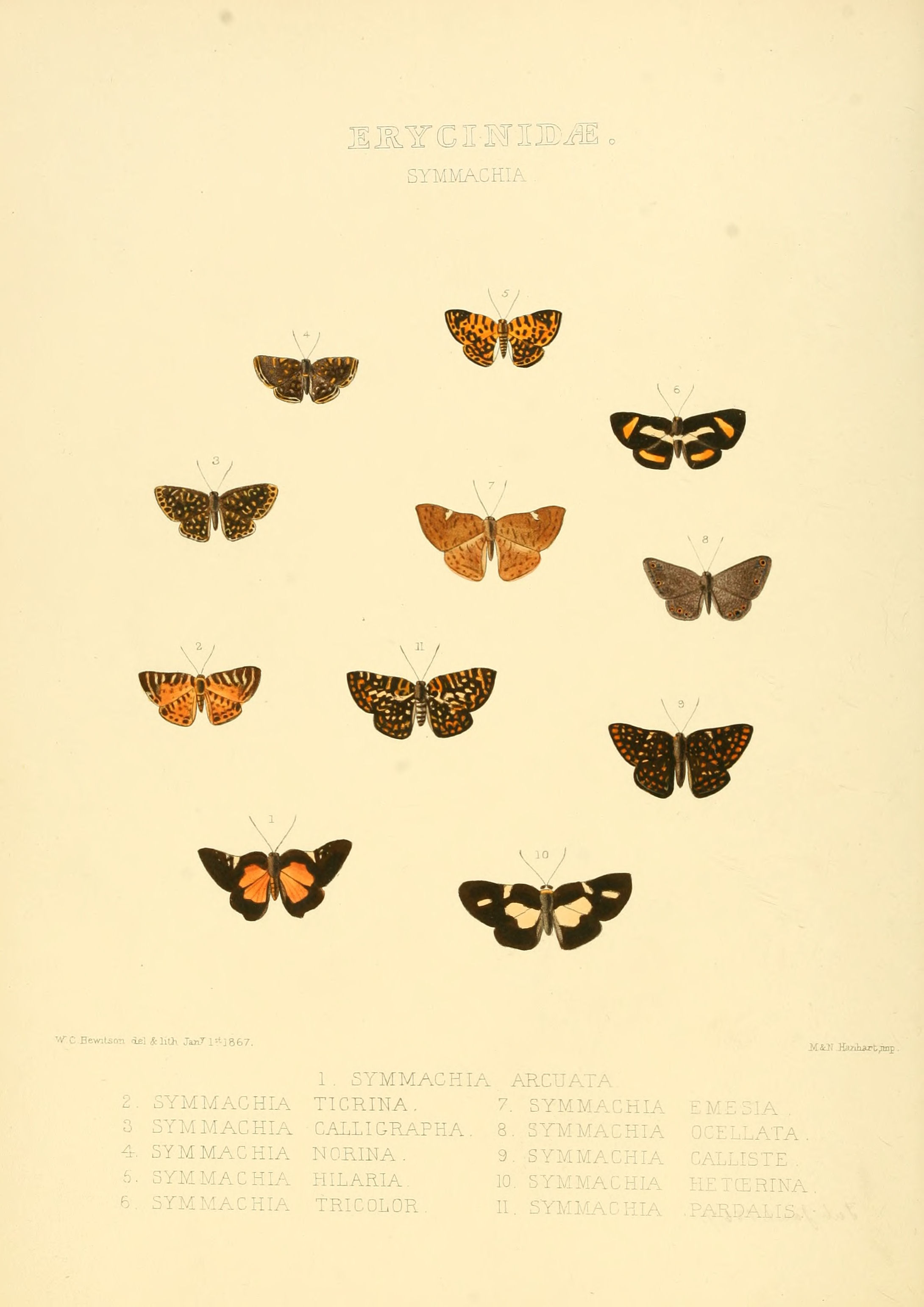